# Metalurh Donezk
Der FK Metalurh Donezk (ukrainisch ФК Металург Донецьк, russisch Металлург Донецк, Metallurg Donezk) war ein ukrainischer Fußballverein aus Donezk. Seine erste Mannschaft spielte seit der Saison 1997/98 in der ukrainischen Premjer-Liha, der höchsten ukrainischen Spielklasse.

## Geschichte
Der Verein wurde 1996 gegründet. Vorgänger war der Verein FK Antrazit Kirowsk (aus Kirowsk in der Oblast Luhansk), der in der ersten ukrainischen Fußballsaison 1992/93 in die zweite Liga (Druha Liha) abstieg. Nach dem Abstieg zog der Verein nach Schachtarsk um und nannte sich nun FK Medita Schachtarsk. 1996 folgte die Umbenennung in Metalurh Donezk. 1997 gelang auch der Aufstieg in die Premjer-Liha, wo sich die Mannschaft in den Folgejahren etablieren konnte und bereits mehrmals am Saisonende den dritten Platz belegte. Dies gelang erstmals in der Saison 2001/02 sowie anschließend 2002/03 und 2004/05. Metalurh Donezk nahm mit diesem Erfolg auch insgesamt fünf Mal am UEFA-Pokal teil, scheiterte aber jedes Mal bereits in der ersten Runde.
Zwei Spieler von Metalurh wurden bis jetzt Torschützenkönige der Premjer-Liha; dies waren Sergiy Shishchenko (2001/02) und Giorgi Demetradse (2003/04). Außerdem erreichte die Mannschaft das Pokalfinale der Saison 2009/10, wo Metalurh Donezk dem Team von Tawrija Simferopol erst nach der Verlängerung mit 2:3 unterlegen war.
Vor Beginn der Saison der Premjer-Liha 2015/16 gab der Verein seine Insolvenz bekannt und äußerte den Wunsch, sich mit den Stal Dniprodserschynsk zu 
vereinen.

## Bekannte Spieler
| Ukraine - Oleksandr Kutscher - Oleh Schelajew - Bohdan Schust - Vladimir Dišljenković | Europa - Elvin Beqiri - Geworg Ghasarjan - Henrich Mchitarjan - Samwel Melkonjan - Karlen Mkrttschjan - Wenzislaw Christow - Vasileios Pliatsikas - Darren O’Dea - Mario Gjurovski - Jordi Cruyff - Gregory Nelson - Filipe Teixeira - Daniel Florea - Marian Savu - Bojan Neziri - Erol Bulut - Constantinos Makrides | Südamerika - Aílton - Cleyton - Fabinho - Ze Soares | Afrika - Aristide Bancé - Hervé Nzelo-Lembi - Igor Lolo - Yaya Touré - David Eto’o - Amadou Moutari - Dele Adeleye - Haruna Babangida - Jamiu Alimi - Anis Boussaïdi |

## Trainer
- Ton Caanen (2003–2004)
- Co Adriaanse (2006–2007)
- Jurij Maximow (2012–2013)